# 新世紀のラブソング
「新世紀のラブソング」（しんせいきのラブソング）は、ASIAN KUNG-FU GENERATIONの13枚目のシングル。

## 概要
- 「藤沢ルーザー」以来約1年ぶりのシングル。
- 初回限定盤のみDVD付き。シングルに初回盤が付くのは初めてである。
- PVの監督は大宮エリー、出演は高良健吾、二階堂ふみ、田中哲司で、アジカン本人たちもチョイ役で出演している。

## 収録曲
1. 新世紀のラブソング
（作詞・作曲：後藤正文）
それまでの彼らにはなかったラップ調の出だしが大きな特徴である。これについて後藤は「ラップがしたかった」と語っている。
冒頭の歌詞にある野球のセカンドフライの話は後藤本人の実話である。
いきものがかりの吉岡聖恵は自身のラジオ番組で「アジカンさんのいつもの曲と印象が違って、歌っているんだけど、喋っているみたいで、好きなテイスト」と語っている。
制作当初、後藤にとっては自信作であったが、デモを送った際のメンバーの反応が芳しくなかったという。(後藤曰く「数日後にお疲れ、と連絡が来ただけ。」)
2016年12月から2017年1月にかけて行われた結成20周年記念のアリーナツアーではアンコールラストにNAOTO率いるストリングス隊とともに本楽曲を演奏した。なお、インタビューでは2011年の『マジックディスク』のツアーファイナルのホール公演で本楽曲をストリングスとともに演奏する構想があったが、東日本大震災の発生によって公演が中止になったことにより、パフォーマンスの機会を失ったという。
ライブでは一部歌詞を変えている。
2. 白に染めろ
（作詞：後藤正文　作曲：後藤正文・山田貴洋）

全編曲：ASIAN KUNG-FU GENERATION

## 収録アルバム
- マジックディスク (#1)
- BEST HIT AKG (#1)
- フィードバックファイル 2 (#2)

## 初回特典DVD
LIVE AT JISAN VALLEY ROCK FESTIVAL 2009, KOREA
1. 夜のコール
2. アフターダーク
3. ループ&ループ
4. リライト